# Кезо Квинкций
Вижте пояснителната страница за други личности с името Кезо Квинкций.
Кезо Квинкций (на латински: Kaeso Quinctius) e син на римския патриций Луций Квинкций Цинцинат. Брат е на Луций Квинкций Цинцинат и на Тит Квинкций Пен Цинцинат.
Кезо Квинкций е противник на плебеите и често гони народните трибуни от форума. През 461 пр.н.е. младият Кезо е даден на съд от народния трибун Авъл Вергиний заради лошите му маниери, а той се присмива. Тогава Марк Волузий обвинява Кезо в убийство на брат му в пияно състояние. Кезо е арестуван и затворен. Десет граждани събират и плащат гаранция от 30 000 аси. Той е пуснат и бяга в Етрурия.
След плащането на гаранцията баща му обеднява и живее в малка ферма и става по-късно консул и диктатор.